# Graça Pereira Coutinho
Graça Pereira Coutinho (Lisboa, 1949 — ) é uma artista plástica portuguesa.

## Biografia/Obra

Hands, 1990, técnica mista sobre tela, 180 x 160 cm

Graça Pereira Coutinho nasce em Lisboa. Frequenta o curso de escultura da ESBAL entre 1966 e 1971, ano em que fixa residência em Londres – cidade onde ainda vive –, completando o curso de pós-graduação na St. Martins School of Art, Londres (1974-1977). 
Repartindo-se por uma multiplicidade de meios de expressão (da pintura ou escultura à fotografia e instalação), a sua obra afirma-se a partir da década de 1970, balizada por princípios sintonizados com a arte concetual, referenciando-se também às obras de Eva Hesse e Agnes Martin. 
O seus trabalhos são frequentemente constituídos por materiais retirados diretamente do mundo natural (madeira, terra, areia, água, palha, etc.), em articulação com fios e tecidos, plástico, vidro... ; e nas pinturas ou desenhos revela particular "apreço pelos materiais precários e efémeros", que utiliza de forma não convencional: "Nunca usei pincéis: mesmo quando pinto, uso as mãos. O que quero essencialmente com os meus quadros – quando estou a trabalhar numa superfície plana –, é criar um ambiente" (veja-se, por exemplo, Hands, 1990).    
"A natureza acolhedora, matérica e, apesar de orgânica, estruturada e por vezes geométrica dos seus trabalhos é comum às suas preocupações concetuais e aos pontos de partida na sua vida. A forma como divide telas em grelha, a organização e ordenação dos objetos e elementos naturais, no chão ou na parede obedece a essa escolha, comparação e catalogação próprias de quem coleciona".
Preocupada com a relação arte/vida, a sua obra reparte-se por temáticas diversificadas. A natureza, a paisagem, os vestígios da presença humana do passado, são recorrentes, mas não menos a reflexão sobre a identidade pessoal. Essas dimensões complementares podem cruzar-se, em obras onde "questiona a terra a que pertence ou a forma como coleciona emoções sobre lugares que são definitivamente dela. A obra é assim um processo de relação do seu corpo, da sua vida com um espaço aberto, ficcional, aéreo ou impossível".

## Exposições / Coleções

### Algumas exposições individuais
Fundação Calouste Gulbenkian, Lisboa (1989); Museu de Arqueologia e Etnografia do Distrito de Setúbal, Setúbal (1994); Pavilhão Branco, Museu da Cidade, Lisboa (2002); Casa da Cerca, Almada (2002); Museu Histórico Nacional, Rio de Janeiro, Brasil (2002); Centro Britânico, São Paulo, Brasil (2002); Centro Cultural e Ecológico Cornélio Pires, Brasília, Brasil (2002); Sala Veado, Lisboa, Portugal (2003); Museu de Arte Contemporânea, Belém, Brasil (2003); Palácio das Artes, Belo Horizonte, Brasil (2003); Museu de Arte Sacra, Funchal, Madeira (2007); etc.
E ainda: Galeria Módulo, Porto (1978); Galeria Quadrum, Lisboa (1986); Todd Gallery, Londres (1988, 89, 90, 92, 93, 97); Galeria Graça Fonseca, Lisboa (1989, 92, 93, 95); Galeria Cristina Guerra, Lisboa (2003); Galeria Porta 33, Funchal (1990, 99); Galeria João Esteves de Oliveira, Lisboa (2004); Galeria Luís Serpa, Lisboa (2006); Galeria Carlos Carvalho, Lisboa (2009); Galeria Gomes Alves, Guimarães (2010); etc.

### Algumas Exposições Coletivas
- 1976 – Arte Portuguesa Contemporânea, Brasília, Rio de Janeiro, São Paulo, Lunds.
- 1977 – Alternativa Zero, Lisboa.
- 1979 – Bienal de São Paulo, São Paulo.
- 1980 – Bienal de Paris, Paris.
- 1981 e 1986 – Fundação Calouste Gulbenkian, Lisboa.
- 1987 – John Moores Exhibition, Liverpool.
- 1989 – John Moores Exhibition, Liverpool.
- 1993 – Trienal de Osaka, Osaka.
- 1996 – Ecos de La Matéria , MEIAC, Badajoz.
- 1998 – Sensibilidades Femininas do Nosso Tempo, Sociedade Nacional de Belas Artes, Lisboa.
- 2003 – Coleção Caixa Geral de Depósitos, Badajoz.
- 2007 – 30 Anos Alternativa Zero, Museu Arpad Szenes - Vieira da Silva, Lisboa.
- 2010 – And Then Again, Pavilhão Preto, Museu da Cidade, Lisboa; Cabinet d’Amateur, Sala do Veado, Lisboa.
- 2011 – Casa Comum, obras da Colecção da Fundação Calouste Gulbenkian, Lisboa; Arqueologia do Detalhe, Vigo.

### Coleções
Está representada em várias coleções, públicas e particulares, nomeadamente: Culturgest, Caixa Geral de Depósitos, Lisboa; Fundação António Prates; Fundação PLMJ; Museu de Arte Contemporânea Belém, Brasil; Museu de Arte Contemporânea Osaka, Japão; Fundação Calouste Gulbenkian, Lisboa; Museu Colecção Berardo, Centro Cultural de Belém, Lisboa; etc.